# Giovanni di Borbone-Spagna
Giovanni di Borbone, conte di Barcellona, nome completo Juan Carlos Teresa Silverio Alfonso de Borbón y Battenberg (La Granja de San Ildefonso, 20 giugno 1913 – Pamplona, 1º aprile 1993), è stato un militare spagnolo quintogenito (terzo maschio) del re Alfonso XIII di Spagna e della regina Vittoria Eugenia di Battenberg, infante di Spagna, fu padre del re di Spagna Juan Carlos e fu principe delle Asturie e l'erede al trono di Spagna designato dopo la rinuncia dei fratelli maggiori nel 1933 fino alla sua rinuncia nel 1977.

## Biografia

### Giovinezza

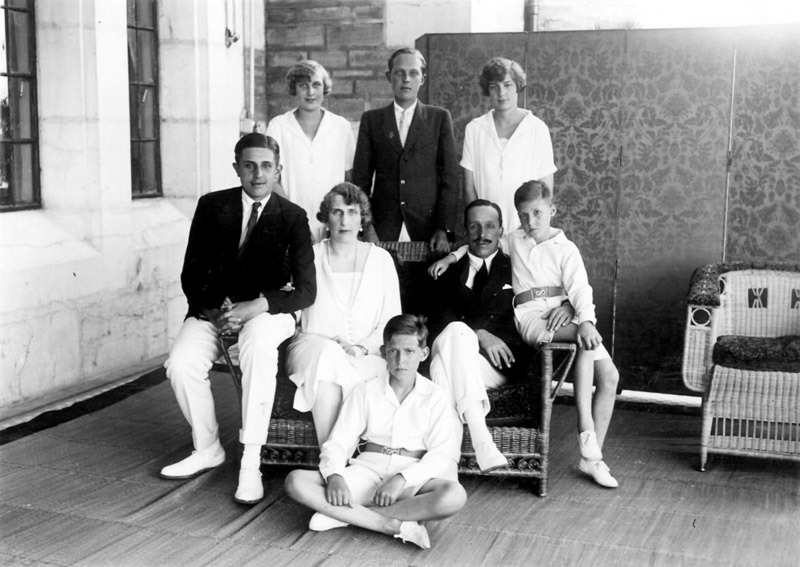
Giovanni, seduto a terra, insieme al padre Alfonso XIII, la madre e i fratelli.

Giovanni nacque nel 1913 nel Palazzo Reale della Granja de San Ildefonso, figlio del re Alfonso XIII di Spagna e della moglie, Vittoria Eugenia di Battenberg; il padre divenne sovrano spagnolo appena nato, poiché infatti il padre Alfonso XII era morto alcuni mesi prima e la consorte Maria Cristina d'Austria aveva assunto la reggenza del figlio. La madre invece era la figlia di Enrico di Battenberg, ramo cadetto del Granducato d'Assia, e di Beatrice di Gran Bretagna, ultimogenita della regina Vittoria. Giovanni aveva tre fratelli, Alfonso, Giacomo e Gonzalo, e due sorelle, Beatrice e Maria Cristina. Compì i primi studi a Madrid e nel 1930 entrò nell'Academia Naval de San Fernando.
Nel 1931, con la proclamazione della Seconda repubblica spagnola, il diciottenne Juan seguì la famiglia in esilio, viaggiando prima a Gibilterra, poi Genova ed infine a Parigi; nel 1933 i fratelli maggiori Alfonso e Giacomo rinunciarono i diritti alla successione al trono spagnolo per sposare due donne borghesi, così Giovanni divenne l'erede al trono. Frequentò la Royal Navy, la marina militare britannica, entrando nel Britannia Royal Naval College, e nel marzo del 1935 superò gli esami di artiglieria e di navigazione, venendogli così offerto il grado di tenente nella forza navale inglese, qualora però avesse rinunciato alla nazionalità spagnola, cosa che però non fece.

### Matrimonio
All'inizio di gennaio del 1935, re Vittorio Emanuele III di Savoia diede una festa in occasione del matrimonio del Principe Alessandro Torlonia con l'Infanta Beatrice, sorella di Giovanni il quale incontrò per la prima volta Maria Mercedes di Borbone-Due Sicilie, sua lontana cugina. Giovanni e Maria Mercedes si sposarono il 12 ottobre 1935 a Roma; la coppia ebbe quattro figli:
- Pilar (1936 - 2020), duchessa di Badajoz
- Juan Carlos (1938), re di Spagna
- Margherita (1939), duchessa di Soria
- Alfonso (1941 - 1956), infante di Spagna

La coppia reale visse prima a Cannes e poi a Roma, dove nacque il futuro Juan Carlos I, ma durante la Seconda guerra mondiale si trasferirono a Losanna dove vivevano la madre Vittoria Eugenia ed il fratello Giacomo. Dopo la fine del conflitto, vissero ad Estoril, in Portogallo.

### Pretendente al trono

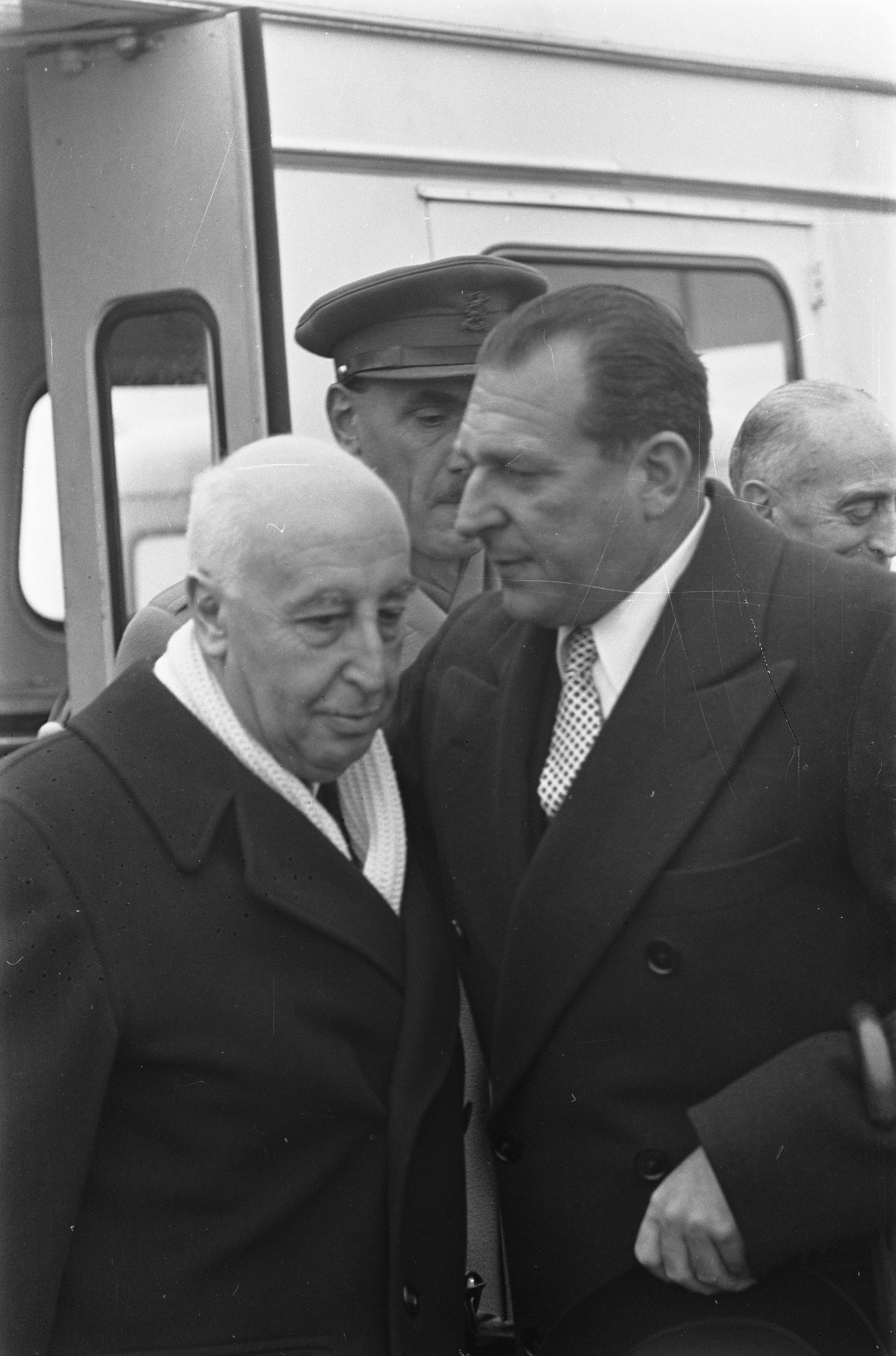
Juan, conte di Barcellona nel 1959.

Con lo scoppio della guerra civile del 1936, il padre Alfonso lo mandò a combattere a fianco dei monarchici e nazionalisti, ma al confine francese il Gen. Emilio Mola, comandante del Bando Nacional, lo arrestò e lo rimandò indietro. Poco prima di morire, Alfonso XIII nel 1941 abdicò in favore del figlio Giovanni, che divenne ufficialmente il pretendente al trono spagnolo, cominciando ad usare il titolo di Conte di Barcellona, uno dei titoli usati dai principi ereditari spagnoli. Il conflitto civile venne vinta da Francisco Franco, il quale nel 1947 dichiarò ufficialmente la Spagna una monarchia, nominandosi reggente e mostrandosi favorevole ad una possibile restaurazione monarchica, ma vedeva il pretendente Giovanni quale troppo liberale e che avrebbe incrinato il nuovo strato franchista. Nell'inverno del 1948 Juan venne invitato dal Caudillo sul suo yacht "Azor", sul quale i due discutono sul fatto che il figlio Juan Carlos dovrà essere educato a Madrid, sotto il controllo di Franco che vedeva nel piccolo principe un possibile erede.
Il Caudillo ed il Conte di Barcellona non ebbero mai buoni rapporti, sia perché Juan sollecitava costantemente il capo di stato spagnolo a ristabilire il regime monarchico, sia perché Franco lo denominava come "usurpatore illegittimo". Nel 1969 Francisco Franco decise di proclamare il suo erede ufficiale e, scavalcando Giovanni, il fratello Giacomo e Carlo Ugo di Borbone-Parma, nominò Juan Carlos suo successore insignendolo del titolo di Principe di Spagna, ritenendo che questo fosse più propenso a mantenere le istituzioni franchiste dopo la propria scomparsa. L'accettazione di Juan Carlos portò ad una rottura con il padre che durò per alcuni anni.

### Ultimi anni

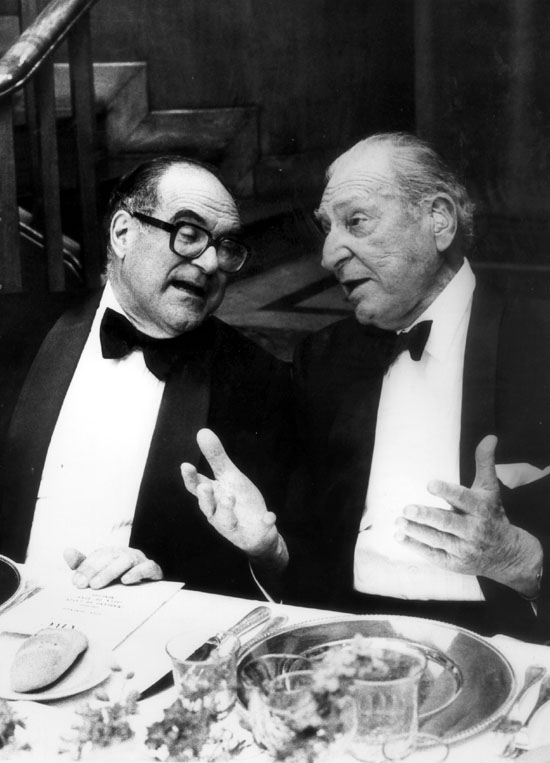
il principe Juan di Borbone nel 1985.

Nel 1975 Francisco Franco morì e Juan Carlos gli successe come re di Spagna, dimostrandosi come un assertore della democratizzazione della Spagna durante la transizione democratica; il Conte di Barcellona rinunciò formalmente alle proprie pretese dinastiche nel 1977, nonché quarantasei anni dopo la fine della monarchia, così il nuovo sovrano spagnolo divenne il capo assoluto della casa reale spagnola. A Giovanni fu concesso di mantenere il titolo di Conte di Barcellona, avendo inoltre i titoli, ad honorem, di Ammiraglio dell'Armata di Mare e quello di Capitano Generale della Marina . Giovanni morì il 1° aprile 1993, ricevendo gli onori spettanti ad un monarca, venendo poi sepolto nella Cripta reale del Monastero dell'Escorial, dove sono sepolti la maggioranza dei sovrani spagnoli a cominciare da Carlo V.

## Discendenza
Giovanni e Maria Mercedes ebbero quattro figli:
- Pilar, infanta di Spagna e duchessa di Badajoz, (1936 - 2020)
- Juan Carlos I di Spagna (1938);
- Margherita, infanta di Spagna e duchessa di Soria (1939);
- Alfonso infante di Spagna (1941 - 1956).

## Ascendenza
|                                |                    |                                       | Genitori                                   |  |  | Nonni |  |  | Bisnonni                             |  |  | Trisnonni                            |  |
|                                |                    |                                       |                                            |  |  |       |  |  | Francesco d'Assisi di Borbone-Spagna |  |  | Francesco di Paola di Borbone-Spagna |  |
|                                |                    |                                       |                                            |  |  |       |  |  | Francesco d'Assisi di Borbone-Spagna |  |  | Francesco di Paola di Borbone-Spagna |  |
|                                |                    | Luisa Carlotta delle Due Sicilie      |                                            |  |  |       |  |  | Francesco d'Assisi di Borbone-Spagna |  |  |                                      |  |
| Alfonso XII di Spagna          |                    |                                       |                                            |  |  |       |  |  | Francesco d'Assisi di Borbone-Spagna |  |  |                                      |  |
|                                |                    | Isabella II di Spagna                 | Ferdinando VII di Spagna                   |  |  |       |  |  |                                      |  |  |                                      |  |
|                                |                    | Isabella II di Spagna                 | Ferdinando VII di Spagna                   |  |  |       |  |  |                                      |  |  |                                      |  |
|                                |                    | Isabella II di Spagna                 | Maria Cristina delle Due Sicilie           |  |  |       |  |  |                                      |  |  |                                      |  |
| Alfonso XIII di Spagna         |                    | Isabella II di Spagna                 |                                            |  |  |       |  |  |                                      |  |  |                                      |  |
|                                |                    | Carlo Ferdinando d'Asburgo-Teschen    | Carlo d'Asburgo-Teschen                    |  |  |       |  |  |                                      |  |  |                                      |  |
|                                |                    | Carlo Ferdinando d'Asburgo-Teschen    | Carlo d'Asburgo-Teschen                    |  |  |       |  |  |                                      |  |  |                                      |  |
|                                |                    | Carlo Ferdinando d'Asburgo-Teschen    | Enrichetta di Nassau-Weilburg              |  |  |       |  |  |                                      |  |  |                                      |  |
| Maria Cristina d'Austria       |                    | Carlo Ferdinando d'Asburgo-Teschen    |                                            |  |  |       |  |  |                                      |  |  |                                      |  |
|                                |                    | Elisabetta Francesca d'Asburgo-Lorena | Giuseppe Antonio Giovanni d'Asburgo-Lorena |  |  |       |  |  |                                      |  |  |                                      |  |
|                                |                    | Elisabetta Francesca d'Asburgo-Lorena | Giuseppe Antonio Giovanni d'Asburgo-Lorena |  |  |       |  |  |                                      |  |  |                                      |  |
|                                |                    | Elisabetta Francesca d'Asburgo-Lorena | Maria Dorotea di Württemberg               |  |  |       |  |  |                                      |  |  |                                      |  |
| Giovanni di Borbone-Spagna     |                    | Elisabetta Francesca d'Asburgo-Lorena |                                            |  |  |       |  |  |                                      |  |  |                                      |  |
|                                | Alessandro d'Assia | Luigi II d'Assia                      |                                            |  |  |       |  |  |                                      |  |  |                                      |  |
|                                | Alessandro d'Assia | Luigi II d'Assia                      |                                            |  |  |       |  |  |                                      |  |  |                                      |  |
|                                | Alessandro d'Assia | Guglielmina di Baden                  |                                            |  |  |       |  |  |                                      |  |  |                                      |  |
| Enrico di Battenberg           | Alessandro d'Assia |                                       |                                            |  |  |       |  |  |                                      |  |  |                                      |  |
|                                |                    | Julia von Hauke                       | Conte Hans Moritz von Hauke                |  |  |       |  |  |                                      |  |  |                                      |  |
|                                |                    | Julia von Hauke                       | Conte Hans Moritz von Hauke                |  |  |       |  |  |                                      |  |  |                                      |  |
|                                |                    | Julia von Hauke                       | Sophie Lafontaine                          |  |  |       |  |  |                                      |  |  |                                      |  |
| Vittoria Eugenia di Battenberg |                    | Julia von Hauke                       |                                            |  |  |       |  |  |                                      |  |  |                                      |  |
|                                |                    | Alberto di Sassonia-Coburgo-Gotha     | Ernesto I di Sassonia-Coburgo-Gotha        |  |  |       |  |  |                                      |  |  |                                      |  |
|                                |                    | Alberto di Sassonia-Coburgo-Gotha     | Ernesto I di Sassonia-Coburgo-Gotha        |  |  |       |  |  |                                      |  |  |                                      |  |
|                                |                    | Alberto di Sassonia-Coburgo-Gotha     | Luisa di Sassonia-Gotha-Altenburg          |  |  |       |  |  |                                      |  |  |                                      |  |
| Beatrice di Gran Bretagna      |                    | Alberto di Sassonia-Coburgo-Gotha     |                                            |  |  |       |  |  |                                      |  |  |                                      |  |
|                                |                    | Vittoria del Regno Unito              | Edoardo Augusto di Hannover                |  |  |       |  |  |                                      |  |  |                                      |  |
|                                |                    | Vittoria del Regno Unito              | Edoardo Augusto di Hannover                |  |  |       |  |  |                                      |  |  |                                      |  |
|                                |                    | Vittoria del Regno Unito              | Vittoria di Sassonia-Coburgo-Saalfeld      |  |  |       |  |  |                                      |  |  |                                      |  |
|                                |                    | Vittoria del Regno Unito              |                                            |  |  |       |  |  |                                      |  |  |                                      |  |